# Bobby Wallace
Roderick John Wallace (Pittsburgh, Pensilvania, 4 de noviembre de 1873-Torrance, California, 3 de noviembre de 1960), más conocido como Bobby Wallace, fue un jugador profesional estadounidense de béisbol que se desempeñó en la posición de campocorto en las Grandes Ligas de Béisbol (MLB). Es miembro del Salón de la Fama del Béisbol.

## Carrera
Wallace jugó como profesional cinco temporadas en Cleveland Spiders (1894-1898), después pasó a St. Louis Cardinals (1899-1901), luego a St. Louis Browns (1902-1916), posteriormente regresó a St. Louis Cardinals, donde jugó dos temporadas (1917-1918), y fue el equipo en el que se retiró.

## Reconocimiento
En 1953, ingresó como miembro al Salón de la Fama del Béisbol.